# Jeanne Rynhart
Jeanne Patricia Rynhart, née le 17 mars 1946 à Dublin et morte le 9 juin 2020 à Schull, est une sculptrice irlandaise et créatrice de la statue de Molly Malone,,,.

## Jeunesse
Jeanne Rynhart est née Jeanne Scuffil à Dublin le 17 mars 1946. Ses parents sont Kathleen Connolly et Frederick Scuffil, ce dernier étant imprimeur d'enseignes pour Guinness. Elle débute comme apprentie chez George Collie RHA pendant deux ans, puis fréquente le National College of Art and Design. Après avoir obtenu son diplôme en 1969, elle s'installe en Angleterre où elle poursuit ses études en beaux-arts ; elle y partage un atelier avec le sculpteur John Letts. Elle retourne en Irlande en 1981 et s'installe à Ballylickey (en), près de Bantry dans le comté de Cork, où elle crée la galerie et l'atelier Rynhart Fine Art. Jeanne Rynhart et son mari, Derek Rynhart, ont deux enfants.

## Carrière
Jeanne Rynhart réalise la statue de Molly Malone pour les célébrations du Millénaire de Dublin en 1988. Lors de son inauguration, la statue a suscité une controverse en raison de sa robe révélatrice. Adrian Munnelly, conservateur d'Aosdána, a écrit à l'An Bord Fáilte pour la critiquer. La statue est défendue par le maire de Dublin, Ben Briscoe (en). Jeanne Rynhart elle-même écrit dans l'Irish Times que les vêtements et l'apparence sont conformes aux femmes de cette époque. La statue est depuis devenue l'une des attractions touristiques les plus populaires de Dublin et jouit d'une grande estime auprès des habitants,,.
Jeanne Rynhart a également sculpté une statue commémorant la Rose de Tralee (en) originelle, Mary O'Connor, qui trône dans le Tralee Town Park (en). En 1993, elle réalise deux statues en hommage à Annie Moore au Cobh Heritage Centre (en) de Cork et à Ellis Island, à New York. La statue d'Ellis Island est inaugurée par Mary Robinson, alors présidente de l'Irlande,.
En 1994, Audrey, la fille de Jeanne Rynhart, rejoint l'entreprise. Audrey et son mari, Les Elliott, continuent d'exercer leurs activités depuis leur atelier de Glengarriff (en), dans le comté de Cork.

## Mort
Jeanne Rynhart meurt le 9 juin 2020 à l'âge de 74 ans, au Schull Community Hospital de Cork. Elle est inhumée au cimetière de l'abbaye de Bantry.

## Galerie

Quelques œuvres de Jeanne Rynhart
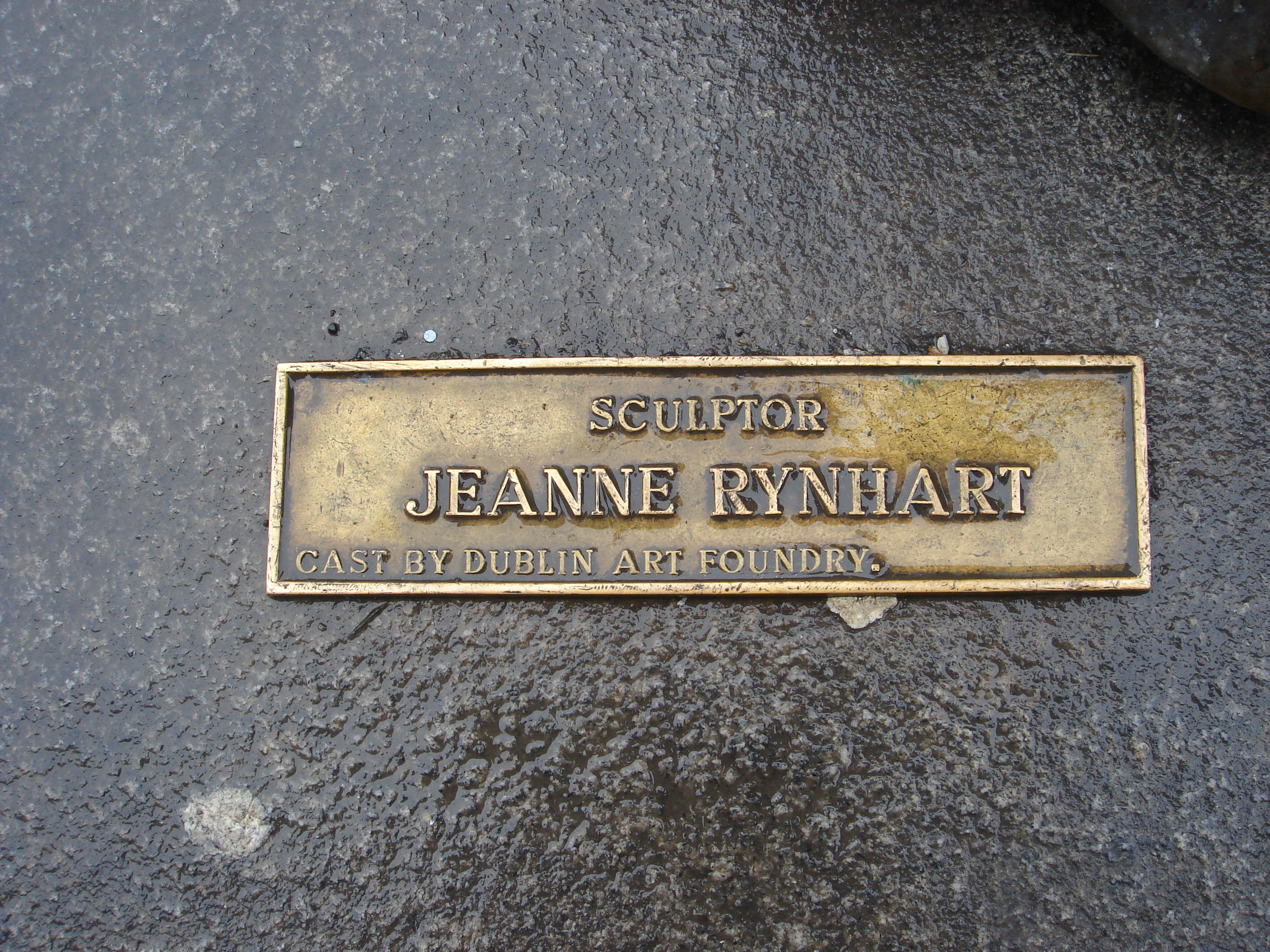
Plaque signature de Jeanne Rynhart au pied de Molly Malone à Dublin.
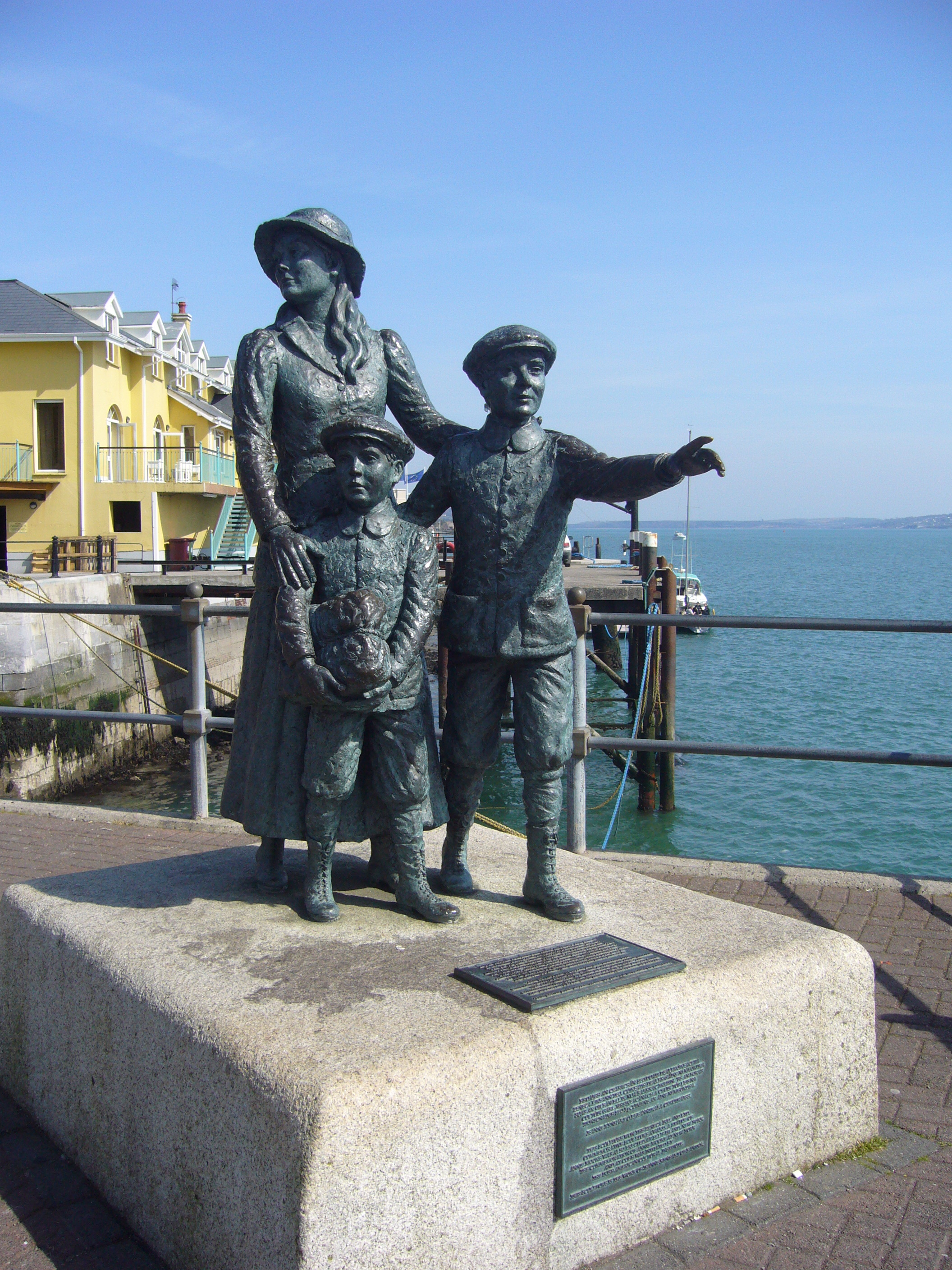
Mémorial des émigrés irlandais fuyant l'Irlande pour des terres nouvelles, avec Annie Moore et ses frères, à Cobh.
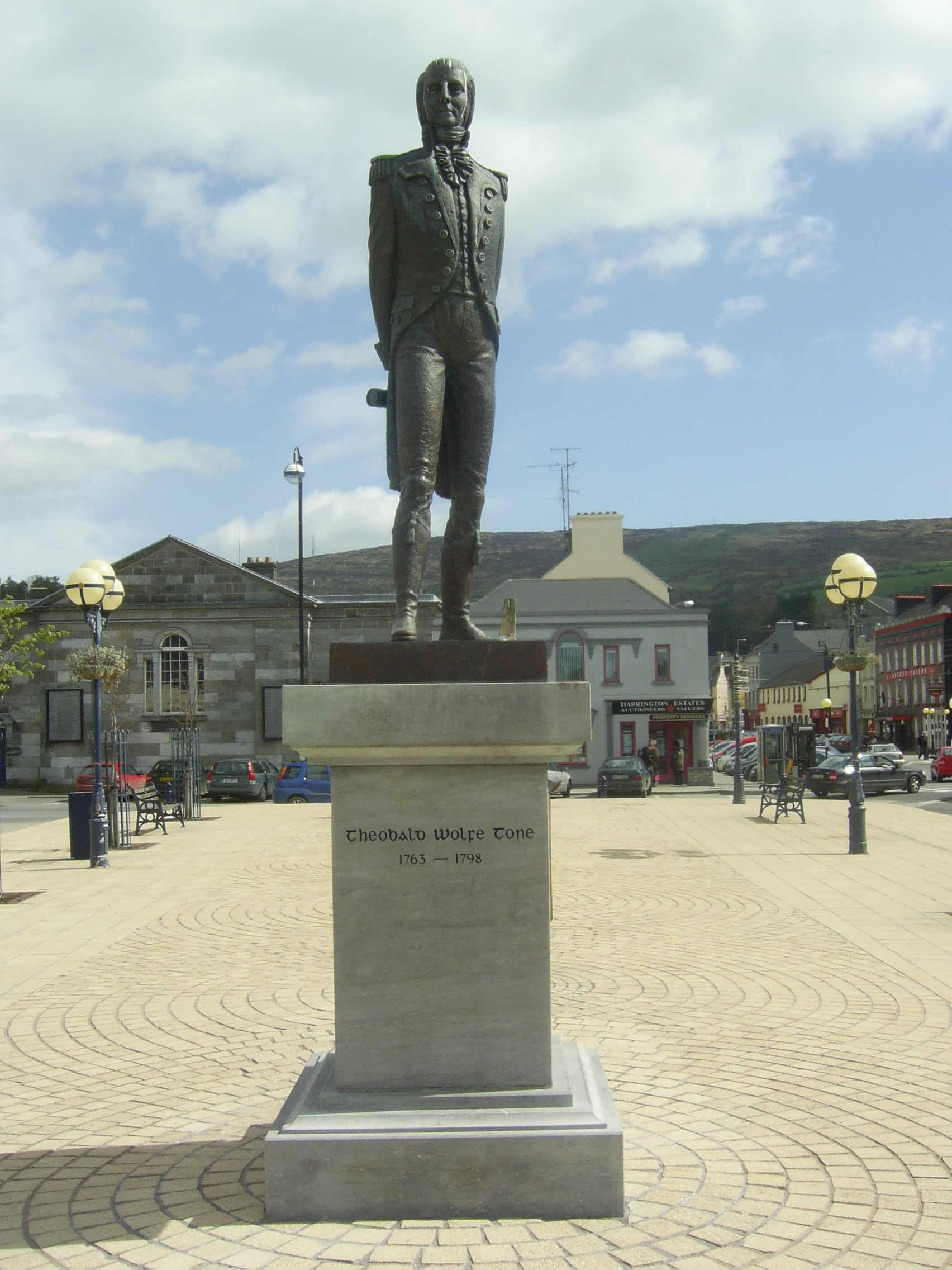
Statue de Wolfe Tone à Bantry. Wolfe Tone est un patriote irlandais qui a rejoit l'expédition française de l'Armada à Bantry en 1796.